# 구사맹
구사맹(具思孟, 1531년 ~ 1604년 음력 4월 1일)은 조선의 문신이다. 원종(정원군)의 장인으로, 인헌왕후의 아버지이다.

## 생애
1531년(중종 26년) 태어났으며, 본관은 능성, 자는 경시(景時), 호는 팔곡(八谷)이다. 아버지는 사헌부 감찰을 지낸 구순이며, 어머니는 전주 이씨 의신군 이징원의 딸이다.
19세에 진사시에 합격한 후, 1558년(명종 13년) 승문원 정자로 관직 생활을 시작하였다. 이후 선조 때까지 중앙과 지방의 수많은 관직을 두루 역임하였다. 임진왜란이 한창이던 1597년(선조 30년)에는 의정부의 우참찬으로서 왕자를 호종하기도 하였다.
1604년(선조 37년) 음력 4월 1일 판의금부사로 있던 중 지병이 재발하여 향년 74세를 일기로 사망하였다. 사후 문의(文懿)의 시호가 내려지고, 호성 선무 정난 삼원종공신에 책록되었으며, 능안부원군에 봉해졌다. 그의 졸기에는 "천성이 담백하고 조용하였으며, 검소한 것을 좋아하여 땅이나 집을 장만하지 않고 오로지 문장을 즐겼다."라고 적혀 있다.
현재 그의 묘는 경기도 남양주시 금곡동에 있으며, 부부인 한씨 및 부부인 신씨와 함께 합장되어 있다.

## 가족 관계
- 증조부 : 구수영(具壽永, 1456 ~ 1523)
- 증조모 : 길안현주 이억천(吉安縣主 李億千, 1457 ~ 1519) - 영응대군의 장녀
- 조부 : 구희경(具希璟, 1488 ~ ?)
- 조모 : 거창 신씨 - 신승선의 차남인 신수겸(愼守謙)의 딸 
  - 아버지 : 구순(具淳 또는 具諄[4], 1507 ~ ?)
- 외조부 : 의신군 이징원(義新君 李澄源, 1492 ~ ?) - 효령대군의 증손자
- 외조모 : 언양 김씨 - 첨사(僉使) 김영년(金永年)의 딸 
  - 어머니 : 전주 이씨(全州 李氏, 1506 ~ ?)
    - 형 : 능원위(綾原尉) 구사안(具思顔, 1523 ~ 1562) - 중종의 7녀 효순공주의 부마
    - 누나 : 구진옥(具眞玉, 1524 ~ ?)
    - 누나 : 구애옥(具愛玉, 1527 ~ ?)
    - 형 : 구사증(具思曾, 1528 ~ ?)
    - 누나 : 구소옥(具小玉, 1530 ~ ?)
    - 여동생 : 구계향(具桂香, 1534 ~ ?)
    - 남동생 : 구사중(具思仲, 1535 ~ ?)
    - 여동생 : 구옥순(具玉純, 1539 ~ ?)
    - 남동생 : 구사민(具思閔, 1542 ~ ?)

  - 장인 : 한극공(韓克恭)
    - 정부인 : 서원부부인[5] 청주 한씨(西原府夫人 淸州 韓氏)

  - 장인 : 신화국(申華國, 1517 ~ 1578)
  - 장모 : 파평 윤씨 - 윤회정(尹懷貞)의 딸 
    - 계부인 : 평산부부인 신지향(平山府夫人 申芝香, 1538 ~ 1622)
      - 장남 : 구성(具宬, 1558 ~ 1618)
      - 며느리 : 하동 정씨 - 별좌(別坐) 정억령(鄭億齡)의 딸 
        - 며느리 : 전주 이씨 - 군수(郡守) 증 도승지(贈 都承旨) 이갱(李鏗)의 딸
        - 손자 : 구인기(具仁基)
        - 손자 : 구인후(具仁垕, 1578 ~ 1658) - 숙부 구횡(具宖)의 양자로 출계
        - 손자 : 구인학(具仁壆)
        - 손녀 : 풍해군 이호(豐海君 李浩)의 처
        - 손녀 : 유충걸(柳忠傑)의 처
        - 손녀 : 박린(朴潾)의 처

      - 차남 : 구횡(具宖, 1562 ~ ?) - 백부 구사안(具思顔)의 양자로 출계
      - 장녀 : 구경완(具敬婉, 1563 ~ ?)
      - 사위 : 심의겸의 아들 심엄(沈㤿, 1563 ~ 1609)
        - 외손자 : 심광세(沈光世, 1577 ~ 1624)
        - 외손자 : 심정세(沈挺世, 1579 ~ 1613)
        - 외손자 : 심명세(沈命世, 1587 ~ 1632)
        - 외손자 : 심장세(沈長世, 1594 ~ 1660)
        - 외손자 : 심안세(沈安世, 1598 ~ 1616)
        - 외손자 : 심필세(沈弼世)
        - 외손자 : 심희세(沈凞世, 1601 ~ 1645)
        - 외손녀 : 유준의 처
        - 외손녀 : 성여용의 처
        - 외손녀 : 청송 심씨(靑松 沈氏, 1585 ~ 1658) - 이식의 처
        - 외손녀 : 이승형의 처

      - 차녀 : 구효완(具孝婉, 1567 ~ ?)
      - 사위 : 남양 홍씨 익평부원군(益平府院君) 홍희(洪憙)
      - 3녀 : 구정완(具靜婉, 1568 ~ ?)
      - 사위 : 안동 권씨 권유남(權裕男)
      - 3남 : 구홍(具宖, 1569 ~ 1601)
      - 며느리 : 신혜정(申惠貞, 1561 ~ ?) - 주부(主簿) 증 승지(贈 承旨) 신사정(申士楨)[6]의 딸
      - 4남 : 구용(具容, 1569 ~ 1601)
      - 며느리 : 죽산 안씨 - 찰방(察訪) 안경사(安景泗)의 딸 
        - 손자 : 구인중(具仁重)
        - 손녀 : 김신(金愼)의 처

      - 4녀 : 구장완(具莊婉, 1571 ~ ?)
      - 사위 : 광산 김씨 김덕망(金德望)
      - 5남 : 구굉(具宏, 1577 ~ 1642)
      - 며느리 : 순창 조씨 - 사의(司議) 조정(趙玎)의 딸 
        - 손자 : 구인기(具仁墍, 1597 ~ 1676)
        - 손녀 : 이입신(李立身)의 처
        - 손녀 : 유구(柳䪷)의 처

      - 5녀 : 인헌왕후 (仁獻王后, 1578 ~ 1626) - 원종(정원군)의 (추존) 왕비
        - 외손자 : 조선 제16대 국왕 인조 (仁祖, 1595 ~ 1649, 재위 : 1623 ~ 1649)
        - 외손자 : 능원대군 이보(綾原大君 李俌, 1598 ~ 1656)
        - 외손자 : 능창대군 이전(綾昌大君 李佺, 1599 ~ 1615)

      - 6녀 : 구신완(具愼婉, 1582 ~ ?)
      - 사위 : 고성 이씨 이박(李璞) - 증 승지(贈 承旨)